# Dasineura lithospermi
Dasineura lithospermi är en tvåvingeart som först beskrevs av Friedrich Hermann Loew 1850.  Dasineura lithospermi ingår i släktet Dasineura och familjen gallmyggor. Inga underarter finns listade i Catalogue of Life.